# Semiothisa vandervoördeni
Semiothisa vandervoördeni är en fjärilsart som beskrevs av Louis Beethoven Prout 1923. Semiothisa vandervoördeni ingår i släktet Semiothisa och familjen mätare. Inga underarter finns listade i Catalogue of Life.